# Vicenza Calcio 1997-1998
Questa voce raccoglie le informazioni riguardanti il Vicenza Calcio nelle competizioni ufficiali della stagione 1997-1998. 

## Stagione
(Francesco Guidolin al termine della sua ultima partita da allenatore del Vicenza, 16 maggio 1998)

Domenico Di Carlo (al centro) pressa il player manager del, Gianluca Vialli, nella semifinale di andata della Coppa delle Coppe.

Con l'acquisizione da parte della britannica ENIC, il Vicenza diviene la prima società italiana di proprietà straniera.
La vittoria nella Coppa Italia nella precedente stagione, permette alla squadra di iniziare la stagione 1997-1998 giocando la Supercoppa italiana: la finale, disputata a Torino il 23 agosto 1997, vede i biancorossi sconfitti per 3-0 dai padroni di casa e campioni d'Italia in carica della Juventus.
In campionato gli uomini di Francesco Guidolin non ripetono l'ottimo cammino precedente: raccolgono 36 punti che equivalgono al 14º posto, l'ultimo necessario per mantenere la massima categoria. Deludente anche il percorso in Coppa Italia dove i berici, da detentori del trofeo, escono nel secondo turno (il primo giocato) per mano del Pescara.
Queste deludenti prestazioni in campo nazionale sono in parte spiegate dal contemporaneo impegno europeo in Coppa delle Coppe, che catalizza le maggiori attenzioni stagionali dell'ambiente.
Qui gli outsider veneti sono artefici di un ottimo cammino, ben al di sopra delle aspettative, eliminando in sequenza dal torneo i polacchi del Legia Varsavia nei sedicesimi, gli ucraini dello Šachtar negli ottavi e gli olandesi del Roda JC nei quarti di finale, per cedere solo in semifinale dinanzi agli inglesi del Chelsea, futuri vincitori: in questo doppio confronto il Vicenza sconfigge i Bleus nell'andata al Menti, con una rete di Lamberto Zauli, e si porta in vantaggio anche nel retour match di Londra con Pasquale Luiso – il quale, realizzando l'ottavo gol nel torneo, assurge a capocannoniere dell'edizione –, prima di subire la rimonta per 3-1 dei padroni di casa.

## Divise e sponsor

Roberto Baronio (a destra) in azione nella finale della Supercoppa italiana 1997 con la seconda divisa blu

Il fornitore tecnico della stagione fu Lotto, mentre lo sponsor ufficiale fu Pal Zileri.
| Casa | Trasferta | Terza divisa |

## Rosa
| N. |                    | Ruolo | Calciatore          |
| -- | ------------------ | ----- | ------------------- |
| 22 | Italia (bandiera)  | P     | Pierluigi Brivio    |
| 26 | Italia (bandiera)  | P     | Davide Falcioni     |
| 1  | Italia (bandiera)  | P     | Luca Mondini        |
| 12 | Italia (bandiera)  | P     | Roberto Verdi       |
| 16 | Italia (bandiera)  | D     | Massimo Beghetto    |
| 5  | Italia (bandiera)  | D     | Davide Belotti      |
| 24 | Uruguay (bandiera) | D     | Ricardo Canals      |
| 3  | Italia (bandiera)  | D     | Francesco Coco      |
| 28 | Italia (bandiera)  | D     | Mirko Conte         |
| 18 | Italia (bandiera)  | D     | Giacomo Dicara      |
| 8  | Uruguay (bandiera) | D     | Gustavo Mendez      |
| 2  | Italia (bandiera)  | D     | Paolo Pasqualin     |
| 17 | Italia (bandiera)  | D     | Sebastiano Sapienza |
| 21 | Italia (bandiera)  | D     | Lorenzo Stovini     |
| 23 | Italia (bandiera)  | C     | Gabriele Ambrosetti |
| 15 | Italia (bandiera)  | C     | Massimo Ambrosini   |

| N. |                    | Ruolo | Calciatore                   |
| -- | ------------------ | ----- | ---------------------------- |
| 6  | Italia (bandiera)  | C     | Roberto Baronio              |
| 5  | Italia (bandiera)  | C     | Carmine Coppola              |
| 4  | Italia (bandiera)  | C     | Domenico Di Carlo (capitano) |
| 13 | Italia (bandiera)  | C     | Fabio Firmani                |
| 27 | Italia (bandiera)  | C     | Riccardo Maspero             |
| 35 | Italia (bandiera)  | C     | Stefano Mazzocco             |
| 7  | Italia (bandiera)  | C     | Marco Schenardi              |
| 10 | Italia (bandiera)  | C     | Fabio Viviani                |
| 14 | Italia (bandiera)  | C     | Lamberto Zauli               |
| 20 | Italia (bandiera)  | A     | Arturo Di Napoli             |
| 29 | Italia (bandiera)  | A     | Loris Guerra                 |
| 11 | Italia (bandiera)  | A     | Alessandro Iannuzzi          |
| 9  | Italia (bandiera)  | A     | Pasquale Luiso               |
| 33 | Italia (bandiera)  | A     | Andrea Mazzuoccolo           |
| 19 | Uruguay (bandiera) | A     | Marcelo Otero                |
| 25 | Croazia (bandiera) | A     | Goran Tomić                  |

## Calciomercato

### Calciomercato estivo
| Acquisti | Acquisti          | Acquisti    | Acquisti |
| R.       | Nome              | da          | Modalità |
| -------- | ----------------- | ----------- | -------- |
| D        | Ricardo Canals    | CD Logroñés |          |
| D        | Francesco Coco    | Milan       |          |
| D        | Giacomo Dicara    | Perugia     |          |
| D        | Lorenzo Stovini   | Roma        |          |
| C        | Massimo Ambrosini | Milan       |          |
| C        | Roberto Baronio   | Lazio       |          |
| C        | Marco Schenardi   | Bologna     |          |
| C        | Lamberto Zauli    | Ravenna     |          |
| A        | Arturo Di Napoli  | Inter       |          |
| A        | Pasquale Luiso    | Piacenza    |          |

| Cessioni | Cessioni             | Cessioni     | Cessioni |
| R.       | Nome                 | da           | Modalità |
| -------- | -------------------- | ------------ | -------- |
| D        | Gilberto D'Ignazio   | Udinese      |          |
| D        | Giovanni Lopez       | Lazio        |          |
| D        | Luigi Sartor         | Inter        |          |
| C        | Daniele Amerini      | Verona       |          |
| C        | Massimo Dalle Nogare | Giorgione    |          |
| C        | Giuliano Gentilini   | Padova       |          |
| C        | Giampiero Maini      | Milan        |          |
| C        | Maurizio Rossi       | Lecce        |          |
| C        | Pierre Wome          | Lucchese     |          |
| A        | Giovanni Cornacchini | Padova       |          |
| A        | Marco Cunico         | Sandonà 1922 |          |
| A        | Roberto Murgita      | Piacenza     |          |

### Calciomercato autunnale-invernale
| Acquisti | Acquisti         | Acquisti | Acquisti |
| R.       | Nome             | da       | Modalità |
| -------- | ---------------- | -------- | -------- |
| A        | Goran Tomic      | Sebenico |          |
| P        | Davide Falcioni  | Treviso  |          |
| C        | Riccardo Maspero | Lecce    |          |
| D        | Mirko Conte      | Napoli   |          |

| Cessioni | Cessioni            | Cessioni  | Cessioni |
| R.       | Nome                | da        | Modalità |
| -------- | ------------------- | --------- | -------- |
| A        | Alessandro Iannuzzi | Lecce     |          |
| P        | Luca Mondini        | Treviso   |          |
| A        | Goran Tomic         | AEK Atene |          |

## Risultati

### Serie A

#### Girone di Andata
| Arbitro: | Treossi (Forlì) |

|                              |           |               |
| Boghossian 10’ Tovalieri 85’ | Marcatori | 53’ Di Napoli |

| Arbitro: | Bazzoli (Merano) |

|                                             |           |                                     |
| Di Carlo 32’ (rig.) Luiso 51’ Di Napoli 60’ | Marcatori | 29’ (rig.) Tramezzani 69’ Valtolina |

| Arbitro: | Messina (Bergamo) |

|               |           |             |
| Di Napoli 17’ | Marcatori | 18’ Turrini |

| Arbitro: | Collina (Viareggio) |

|  |           |               |
|  | Marcatori | 45’ Di Napoli |

| Vicenza 5 ottobre 1997, ore 15:30 5ª giornata | Vicenza            | 0 – 0 referto | Parma | Stadio Romeo Menti (16.806 spett.)\| Arbitro: \| Rodomonti (Teramo) \| |
| Arbitro:                                      | Rodomonti (Teramo) |               |       |                                                                        |

| Arbitro: | Pellegrino (Barcellona Pozzo di Gotto) |

|                                             |           |  |
| Neri 45+2’ (rig.), 69’ Hübner 65’ Pirlo 79’ | Marcatori |  |

| Arbitro: | Tombolini (Ancona) |

|          |           |                                        |
| Sgrò 27’ | Marcatori | 43’, 65’ Ambrosetti 68’ (aut.) Englaro |

| Arbitro: | Rossi (Ciampino) |

|                                            |           |                            |
| Di Carlo 9’ (rig.) Otero 64’ Schenardi 85’ | Marcatori | 35’ Marocchi 56’ R. Baggio |

| Arbitro: | Cesari (Genova) |

|                            |           |                           |
| Balbo 28’ Paulo Sérgio 44’ | Marcatori | 1’ Luiso 45+2’ Ambrosetti |

| Arbitro: | Trentalange (Torino) |

|               |           |                              |
| Ambrosini 59’ | Marcatori | 33’, 39’ Simeone 68’ Ronaldo |

| Arbitro: | De Santis (Tivoli) |

|  |           |           |
|  | Marcatori | 81’ Luiso |

| Arbitro: | Borriello (Mantova) |

|               |           |                                                       |
| Di Napoli 81’ | Marcatori | 7’, 54’ Oliveira 43’ Batistuta 59’ Serena 65’ Schwarz |

| Arbitro: | Bolognino (Milano) |

|                                                |           |  |
| Casiraghi 7’ Fuser 63’ Venturin 70’ Bokšić 91’ | Marcatori |  |

| Arbitro: | Pellegrino (Barcellona Pozzo di Gotto) |

|           |           |                           |
| Luiso 28’ | Marcatori | 40’ Masinga 65’ Zambrotta |

| Arbitro: | Tombolini (Ancona) |

|                                     |           |  |
| Del Piero 27’ (rig.) C. Ferrara 76’ | Marcatori |  |

| Arbitro: | Racalbuto (Gallarate) |

|           |           |  |
| Luiso 89’ | Marcatori |  |

| Arbitro: | De Santis (Tivoli) |

|                                 |           |  |
| Bierhoff 20’, 37’ Locatelli 44’ | Marcatori |  |

#### Girone di Ritorno
| Arbitro: | Boggi (Salerno) |

|           |           |           |
| Zauli 27’ | Marcatori | 18’ Veron |

| Arbitro: | Rodomonti (Teramo) |

|             |           |           |
| Murgita 57’ | Marcatori | 47’ Zauli |

| Arbitro: | Braschi (Prato) |

|                               |           |  |
| Turrini 43’ (rig.) Stojak 47’ | Marcatori |  |

| Arbitro: | Pairetto (Torino) |

|           |           |                                      |
| Otero 54’ | Marcatori | 3’, 82’ Kluivert 8’ Ganz 73’ Maniero |

| Arbitro: | Pellegrino (Barcellona Pozzo di Gotto) |

|                              |           |                |
| Stanić 63’ Chiesa 72’ (rig.) | Marcatori | 59’ Ambrosetti |

| Arbitro: | Ceccarini (Livorno) |

|                 |           |                  |
| Dicara 12’, 85’ | Marcatori | 71’ A. Filippini |

| Arbitro: | Bazzoli (Merano) |

|               |           |  |
| Di Napoli 83’ | Marcatori |  |

| Arbitro: | Farina (Novi Ligure) |

|                                    |           |           |
| Andersson 18’, 45+1’ Kolyvanov 39’ | Marcatori | 33’ Zauli |

| Arbitro: | Collina (Viareggio) |

|           |           |           |
| Luiso 24’ | Marcatori | 12’ Balbo |

| Arbitro: | Messina (Bergamo) |

|                                |           |           |
| Simeone 67’ Ronaldo 95’ (rig.) | Marcatori | 82’ Zauli |

| Arbitro: | Pellegrino (Barcellona Pozzo di Gotto) |

|           |           |                                      |
| Luiso 88’ | Marcatori | 29’, 55’ F. Palmieri 95’ Piangerelli |

| Arbitro: | Bazzoli (Merano) |

|              |           |            |
| Oliveira 33’ | Marcatori | 11’ Méndez |

| Arbitro: | Braschi (Prato) |

|                     |           |                |
| Zauli 27’ Luiso 54’ | Marcatori | 48’ R. Mancini |

| Bari 26 aprile 1998, ore 16:00 31ª giornata | Bari            | 0 – 0 referto | Vicenza | Stadio San Nicola (17.942 spett.)\| Arbitro: \| Boggi (Salerno) \| |
| Arbitro:                                    | Boggi (Salerno) |               |         |                                                                    |

| Vicenza 3 maggio 1998, ore 16:00 32ª giornata | Vicenza         | 0 – 0 referto | Juventus | Stadio Romeo Menti (19.852 spett.)\| Arbitro: \| Cesari (Genova) \| |
| Arbitro:                                      | Cesari (Genova) |               |          |                                                                     |

| Arbitro: | Treossi (Forlì) |

|                                               |           |                                     |
| C. Esposito 60’ (rig.) Bonomi 76’ Baldini 93’ | Marcatori | 31’ Ambrosetti 87’ (rig.) Schenardi |

| Arbitro: | Paparesta (Bari) |

|            |           |                              |
| Dicara 15’ | Marcatori | 1’ Amoroso 31’, 38’ Bierhoff |

### Coppa delle Coppe
| Arbitro: | Albrecth |

|                          |           |  |
| Luiso 10’ Ambrosetti 24’ | Marcatori |  |

| Arbitro: | Mitrovic |

|              |           |           |
| Kacprzak 57’ | Marcatori | 86’ Zauli |

| Arbitro: | Garibian |

|           |           |                               |
| Zubov 56’ | Marcatori | 1’, 89’ Luiso 49’ M. Beghetto |

| Arbitro: | Helge Olsen |

|                       |           |              |
| Luiso 24’ Viviani 70’ | Marcatori | 59’ Atel'kin |

| Arbitro: | Krondl |

|             |           |                                      |
| Peeters 73’ | Marcatori | 17’, 40’ Luiso 29’ Belotti 67’ Otero |

| Arbitro: | Hugh Dallas |

|                                                          |           |  |
| Luiso 4’ Firmani 24’ Méndez 38’ Ambrosetti 42’ Zauli 47’ | Marcatori |  |

| Arbitro: | Diaz Vega |

|           |           |  |
| Zauli 16’ | Marcatori |  |

| Arbitro: | Batta |

|                               |           |           |
| Poyet 34’ Zola 50’ Hughes 76’ | Marcatori | 32’ Luiso |

### Coppa Italia
| Arbitro: | Boggi (Salerno) |

|  |           |               |
|  | Marcatori | 93’ Di Napoli |

| Arbitro: | Racalbuto (Gallarate) |

|                |           |                                        |
| Luiso 47’, 56’ | Marcatori | 7’ Tisci 28’ L. Beghetto 88’ Cammarata |

### Supercoppa italiana
| Arbitro: | Bazzoli (Merano) |

|                               |           |  |
| F. Inzaghi 49’, 55’ Conte 80’ | Marcatori |  |

## Statistiche

### Statistiche di squadra
| Competizione        | Punti | In casa | In casa | In casa | In casa | In casa | In casa | In trasferta | In trasferta | In trasferta | In trasferta | In trasferta | In trasferta | Totale | Totale | Totale | Totale | Totale | Totale | DR  |
| Competizione        | Punti | G       | V       | N       | P       | Gf      | Gs      | G            | V            | N            | P            | Gf           | Gs           | G      | V      | N      | P      | Gf     | Gs     | DR  |
| ------------------- | ----- | ------- | ------- | ------- | ------- | ------- | ------- | ------------ | ------------ | ------------ | ------------ | ------------ | ------------ | ------ | ------ | ------ | ------ | ------ | ------ | --- |
| Serie A             | 36    | 17      | 6       | 5       | 6       | 21      | 29      | 17           | 3            | 4            | 10           | 15           | 32           | 34     | 9      | 9      | 16     | 36     | 61     | -25 |
| Coppa delle Coppe   | -     | 4       | 4       | 0       | 0       | 10      | 1       | 4            | 2            | 1            | 1            | 9            | 6            | 8      | 6      | 1      | 1      | 19     | 7      | +12 |
| Coppa Italia        | -     | 1       | 0       | 0       | 1       | 2       | 3       | 1            | 1            | 0            | 0            | 1            | 0            | 2      | 1      | 0      | 1      | 3      | 3      | 0   |
| Supercoppa italiana | -     | -       | -       | -       | -       | -       | -       | 1            | 0            | 0            | 1            | 0            | 3            | 1      | 0      | 0      | 1      | 0      | 3      | -3  |
| Totale              | -     | 22      | 10      | 5       | 7       | 33      | 33      | 23           | 6            | 5            | 12           | 25           | 41           | 45     | 16     | 10     | 19     | 58     | 74     | -16 |

### Andamento in campionato
| Giornata  | 1  | 2 | 3  | 4 | 5 | 6  | 7 | 8 | 9 | 10 | 11 | 12 | 13 | 14 | 15 | 16 | 17 | 18 | 19 | 20 | 21 | 22 | 23 | 24 | 25 | 26 | 27 | 28 | 29 | 30 | 31 | 32 | 33 | 34 |
| --------- | -- | - | -- | - | - | -- | - | - | - | -- | -- | -- | -- | -- | -- | -- | -- | -- | -- | -- | -- | -- | -- | -- | -- | -- | -- | -- | -- | -- | -- | -- | -- | -- |
| Luogo     | T  | C | C  | T | C | T  | T | C | T | C  | T  | C  | T  | C  | T  | C  | T  | C  | T  | T  | C  | T  | C  | C  | T  | C  | T  | C  | T  | C  | T  | C  | T  | C  |
| Risultato | P  | V | N  | V | N | P  | V | V | N | P  | V  | P  | P  | P  | P  | V  | P  | N  | N  | P  | P  | P  | V  | V  | P  | N  | P  | P  | N  | V  | N  | N  | P  | P  |
| Posizione | 12 | 9 | 10 | 8 | 8 | 10 | 7 | 6 | 7 | 8  | 6  | 8  | 10 | 10 | 10 | 10 | 11 | 11 | 10 | 11 | 11 | 13 | 11 | 10 | 11 | 11 | 11 | 13 | 11 | 11 | 11 | 11 | 13 | 14 |

Legenda:

Luogo: C = Casa; T = Trasferta. Risultato: V = Vittoria; N = Pareggio; P = Sconfitta.

### Statistiche dei giocatori
| Giocatore     | Serie A  | Serie A | Serie A     | Serie A    | Coppa Italia | Coppa Italia | Coppa Italia | Coppa Italia | Coppa delle Coppe | Coppa delle Coppe | Coppa delle Coppe | Coppa delle Coppe | Supercoppa Italiana | Supercoppa Italiana | Supercoppa Italiana | Supercoppa Italiana | Totale   | Totale | Totale      | Totale     |
| Giocatore     | Presenze | Reti    | Ammonizioni | Espulsioni | Presenze     | Reti         | Ammonizioni  | Espulsioni   | Presenze          | Reti              | Ammonizioni       | Espulsioni        | Presenze            | Reti                | Ammonizioni         | Espulsioni          | Presenze | Reti   | Ammonizioni | Espulsioni |
| ------------- | -------- | ------- | ----------- | ---------- | ------------ | ------------ | ------------ | ------------ | ----------------- | ----------------- | ----------------- | ----------------- | ------------------- | ------------------- | ------------------- | ------------------- | -------- | ------ | ----------- | ---------- |
| G. Ambrosetti | 30       | 5       | 6           | 0          | 1            | 0            | 0            | 0            | 7                 | 2                 | 0                 | 0                 | 1                   | 0                   | 0                   | 0                   | 39       | 7      | 6           | 0          |
| M. Ambrosini  | 27       | 1       | 12          | 0          | 1            | 0            | 1            | 0            | 7                 | 0                 | 2                 | 1                 | 1                   | 0                   | 0                   | 0                   | 36       | 1      | 15          | 1          |
| R. Baronio    | 13       | 0       | 3           | 1          | 1            | 0            | 0            | 0            | 2                 | 0                 | 0                 | 0                 | 1                   | 0                   | 0                   | 0                   | 17       | 0      | 3           | 1          |
| M. Beghetto   | 21       | 0       | 1           | 0          | 2            | 0            | 1            | 0            | 5                 | 1                 | 1                 | 0                 | 1                   | 0                   | 0                   | 0                   | 29       | 1      | 3           | 0          |
| D. Belotti    | 27       | 0       | 8           | 2          | 1            | 0            | 0            | 0            | 7                 | 1                 | 2                 | 0                 | -                   | -                   | -                   | -                   | 35       | 1      | 10          | 2          |
| P. Brivio     | 32       | -55     | 3           | 0          | 2            | -3           | 0            | 0            | 8                 | -7                | 0                 | 0                 | 1                   | -3                  | 0                   | 0                   | 43       | -68    | 3           | 0          |
| R. Canals     | 9        | 0       | 2           | 1          | 1            | 0            | 0            | 0            | 4                 | 0                 | 1                 | 0                 | 1                   | 0                   | 0                   | 0                   | 15       | 0      | 3           | 1          |
| F. Coco       | 20       | 0       | 2           | 0          | 2            | 0            | 0            | 0            | 4                 | 0                 | 0                 | 0                 | 1                   | 0                   | -                   | -                   | 27       | 0      | 2           | 0          |
| M. Conte      | 10       | 0       | 1           | 0          | -            | -            | -            | -            | -                 | -                 | -                 | -                 | -                   | -                   | -                   | -                   | 10       | 0      | 1           | 0          |
| G. Dicara     | 29       | 3       | 8           | 1          | 1            | 0            | 1            | 1            | 7                 | 0                 | 3                 | 0                 | -                   | -                   | -                   | -                   | 37       | 3      | 12          | 2          |
| D. Di Carlo   | 31       | 2       | 8           | 0          | 2            | 0            | 0            | 0            | 7                 | 0                 | 3                 | 0                 | 1                   | 0                   | 0                   | 0                   | 41       | 2      | 11          | 0          |
| A. Di Napoli  | 24       | 6       | 5           | 0          | 2            | 1            | 0            | 0            | 4                 | 0                 | 0                 | 0                 | -                   | -                   | -                   | -                   | 30       | 7      | 5           | 0          |
| D. Falcioni   | 3        | -6      | 0           | 0          | -            | -            | -            | -            | -                 | -                 | -                 | -                 | -                   | -                   | -                   | -                   | 3        | -6     | 0           | 0          |
| F. Firmani    | 16       | 0       | 2           | 0          | 1            | 0            | 0            | 0            | 7                 | 1                 | 0                 | 0                 | -                   | -                   | -                   | -                   | 24       | 1      | 2           | 0          |
| A. Iannuzzi   | -        | -       | -           | -          | 1            | 0            | 0            | 0            | -                 | -                 | -                 | -                 | -                   | -                   | -                   | -                   | 1        | 0      | 0           | 0          |
| P. Luiso      | 29       | 8       | 6           | 0          | 2            | 2            | 0            | 0            | 8                 | 8                 | 1                 | 0                 | 1                   | 0                   | 0                   | 0                   | 40       | 18     | 7           | 0          |
| R. Maspero    | 7        | 0       | 0           | 0          | -            | -            | -            | -            | -                 | -                 | -                 | -                 | -                   | -                   | -                   | -                   | 7        | 0      | 0           | 0          |
| G. Mendez     | 26       | 1       | 9           | 0          | 2            | 0            | 0            | 0            | 7                 | 1                 | 0                 | 0                 | -                   | -                   | -                   | -                   | 35       | 2      | 9           | 0          |
| M. Otero      | 15       | 2       | 0           | 1          | -            | -            | -            | -            | 2                 | 1                 | 0                 | 0                 | 1                   | 0                   | 0                   | 0                   | 18       | 3      | 0           | 1          |
| M. Schenardi  | 31       | 2       | 6           | 0          | 2            | 0            | 0            | 0            | 6                 | 0                 | 1                 | 0                 | 1                   | 0                   | 0                   | 0                   | 40       | 2      | 7           | 0          |
| L. Stovini    | 17       | 0       | 3           | 1          | 1            | 0            | 0            | 0            | 4                 | 0                 | 0                 | 0                 | 1                   | 0                   | 1                   | 0                   | 23       | 0      | 4           | 1          |
| F. Viviani    | 30       | 0       | 4           | 0          | 1            | 0            | 0            | 0            | 8                 | 1                 | 1                 | 0                 | 1                   | 0                   | 0                   | 0                   | 40       | 1      | 5           | 0          |
| L. Zauli      | 24       | 5       | 8           | 1          | 2            | 0            | 1            | 0            | 6                 | 3                 | 1                 | 0                 | 1                   | 0                   | 0                   | 0                   | 33       | 8      | 10          | 1          |